# Aldus Manutius
Aldus Manutius (født ca. 1449, død 6. februar 1515) var en italiensk bogtrykker, lærd, forlægger og skriftstøber. 
Manutius var bosiddende i Venedig, hvor den italienske renæssance havde sit udspring. Han arbejdede på at give sine metalbogstaver den smukkest mulige form. Resultatet blev Antikva (også kaldet Antigua), der blev anvendt overalt i Europa i det 16. århundrede. Ligesom Gutenberg forsøgte Manutius at efterligne håndskriften. Inspireret af Francesco Petrarca skabte han sammen med stempelskæreren Francesco Griffo en elegant let skråskrift, der i dag kendes som Italic eller Kursiv. 
Han var den første, der trykte bøger i oktavformat (papiret falset tre gange). De kunne lige ligge i en lomme, så han kan siges at være opfinderen af "pocket-bogen". Hans ypperste værk regnes for at være Hypnerotomachia Poliphili i folio fra 1499.
Omkring Manutius opstod en virksomhed, der udgav mange klassikere i en ret korrekt form, idet Manutius selv var en dygtig filolog og beskæftigede andre lærde mænd. 
Venedig var på dette tidspunkt ikke blot et center for trykkevirksomhed, men havde også en stort bibliotek af græske manuskripter fra Konstantinopel og en gruppe græske indvandrere, der kunne hjælpe med oversættelsen. Han begyndte at samle græske lærde og trykkere: havde ansat omkring 30 grækere i sit trykkeri og talte græsk hjemme. Forordene til hans udgivelser var skrevet på græsk. Grækere fra Kreta indsamlede manuskripter og læste korrektur.
Vigtige udgivelser:
- 1495-1498 Aristoteles i fem bind.
- 1498: Ni komedier af Aristofanes.
- 1502: Thukydid, Sofokles, Herodot.
- 1503: Euripides og Xenophon
- 1504 Demosthenes

Bøger trykt af ham og hans trykkeri er kendt som aldinere.